# 薩馬里 (希沙基區)
49°54′29″N 34°6′35″E / 49.90806°N 34.10972°E
薩馬雷（羅馬化：Samary）是烏克蘭中部波爾塔瓦州米爾霍羅德區希沙基市鎮的村莊。該村分別距離彼得倫基和什瓦德羅尼1公里、普里希布2公里，海拔高度155米，2001年人口184。